# Кравари
Кравари је насеље у општини Улцињ у Црној Гори. Према попису из 2003. било је 617 становника (према попису из 1991. било је 799 становника).

## Демографија
У насељу Кравари живи 485 пунолетних становника, а просечна старост становништва износи 37,2 година (35,7 код мушкараца и 38,9 код жена). У насељу има 139 домаћинстава, а просечан број чланова по домаћинству је 4,44.
Ово насеље је у потпуности насељено Албанцима (према попису из 2003. године).
|  |

| Демографија | Демографија | Демографија |
| Година      | Становника  | Становника  |
| ----------- | ----------- | ----------- |
|             |             |             |
|             |             |             |
|             |             |             |
|             |             |             |
| 1948.       | 518         |             |
| 1953.       | 561         |             |
| 1961.       | 649         |             |
| 1971.       | 626         |             |
| 1981.       | 777         |             |
| 1991.       | 799         | 710         |
| 2003.       | 769         | 617         |
|             |             |             |

| Етнички састав према попису из 2003.‍ | Етнички састав према попису из 2003.‍ | Етнички састав према попису из 2003.‍ | Етнички састав према попису из 2003.‍ | Етнички састав према попису из 2003.‍ |
| ------------------------------------ | ------------------------------------ | ------------------------------------ | ------------------------------------ | ------------------------------------ |
|                                      |                                      |                                      |                                      |                                      |
| Албанци                              | Албанци                              |                                      | 617                                  | 100,0%                               |
| непознато                            | непознато                            |                                      | 0                                    | 0,0%                                 |

| Година пописа     | 1948. | 1953. | 1961. | 1971. | 1981. | 1991. | 2003. |
| ----------------- | ----- | ----- | ----- | ----- | ----- | ----- | ----- |
| Број домаћинстава | 94    | 95    | 97    | 92    | 134   | 193   | 155   |

| Број чланова      | 1   | 2 | 3 | 4  | 5  | 6  | 7  | 8 | 9 | 10 и више | Просек |
| ----------------- | --- | - | - | -- | -- | -- | -- | - | - | --------- | ------ |
| Број домаћинстава | 139 | 7 | 8 | 26 | 36 | 35 | 13 | 7 | 4 | 0         | 3      |

| Пол    | Укупно | Неожењен/Неудата | Ожењен/Удата | Удовац/Удовица | Разведен/Разведена | Непознато |
| ------ | ------ | ---------------- | ------------ | -------------- | ------------------ | --------- |
| Мушки  | 270    | 92               | 171          | 7              | 0                  | 0         |
| Женски | 247    | 42               | 171          | 34             | 0                  | 0         |
| УКУПНО | 517    | 134              | 342          | 41             | 0                  | 0         |

| Пол    | Укупно                    | Пољопривреда, лов и шумарство | Рибарство                            | Вађење руде и камена | Прерађивачка индустрија       |
| ------ | ------------------------- | ----------------------------- | ------------------------------------ | -------------------- | ----------------------------- |
| Мушки  | 128                       | 17                            | 0                                    | 14                   | 2                             |
| Женски | 3                         | 1                             | 0                                    | 0                    | 1                             |
| УКУПНО | 131                       | 18                            | 0                                    | 14                   | 3                             |
| Пол    | Производња и снабдевање   | Грађевинарство                | Трговина                             | Хотели и ресторани   | Саобраћај, складиштење и везе |
| Мушки  | 8                         | 38                            | 7                                    | 1                    | 8                             |
| Женски | 0                         | 0                             | 0                                    | 0                    | 0                             |
| УКУПНО | 8                         | 38                            | 7                                    | 1                    | 8                             |
| Пол    | Финансијско посредовање   | Некретнине                    | Државна управа и одбрана             | Образовање           | Здравствени и социјални рад   |
| Мушки  | 0                         | 0                             | 5                                    | 3                    | 0                             |
| Женски | 0                         | 0                             | 0                                    | 1                    | 0                             |
| УКУПНО | 0                         | 0                             | 5                                    | 4                    | 0                             |
| Пол    | Остале услужне активности | Приватна домаћинства          | Екстериторијалне организације и тела | Непознато            | Непознато                     |
| Мушки  | 25                        | 0                             | 0                                    | 0                    | 0                             |
| Женски | 0                         | 0                             | 0                                    | 0                    | 0                             |
| УКУПНО | 25                        | 0                             | 0                                    | 0                    | 0                             |